# Matteo Guidicelli
Matto Guidicelli, nato Gianmatteo Vittorio Fernan Guidicelli (Cebu, 26 marzo 1990), è un cantante e attore filippino.

## Biografia
Figlio di un italiano e una filippina, Guidicelli ha vinto il suo primo riconoscimento alla gala di premiazione istituita dalla Filipino Academy of Movie Arts and Sciences nel 2010. L'anno successivo gli è stato assegnato il Box Office Entertainment Award alla star maschile più promettente del 2011 per il suo ruolo in Agua bendita.
In parallelo alla sua attività come attore, Matteo Guidicelli ha avviato una carriera musicale, incidendo il disco eponimo nel 2015, il quale ha conseguito una certificazione d'oro dalla Philippine Association of the Record Industry equivalente a 7 500 unità. Il disco successivo, Hey, è stato presentato due anni più tardi.

## Discografia

### Album in studio
- 2015 – Matteo Guidicelli
- 2017 – Hey

### Singoli
- 2015 – Ipapadama na lang
- 2017 – Akala ko
- 2017 – Hey
- 2017 – Wag ka nang umuwi
- 2019 – Sundo
- 2020 – I Just Wanna Be Your Man
- 2022 – The Gift (con Sarah Geronimo feat. Jim Brickman)

## Filmografia

### Cinema
- Catch Me, I'm in Love, regia di Mae Cruz-Alviar (2011)
- My Cactus Heart, regia di Enrico C. Santos (2012)
- Paglaya sa tanikala, regia di Michael Angelo Dagñalan (2012)
- Saturday Night Chills, regia di Ian Loreños (2013)
- Somebody to Love, regia di Jose Javier Reyes (2014)
- Moron 5.2: The Transformation, regia di Wenn V. Deramas (2014)
- Shake, Rattle & Roll XV, regia di Dondon S. Santos, Jerrold Tarog e Perci Intalan (2014)
- Can't Help Falling in Love, regia di Mae Cruz-Alviar (2017)
- The Ghost Bride, regia di Chito S. Roño (2017)
- Single Single: Love Is Not Enough, regia di Pablo Biglang-awa e Veronica Velasco (2018)
- Mina-anud, regia di Kerwin Go (2019)
- Penduko, regia di Jason Paul Laxamana (2020)

### Televisione
- Gokada Go! – serie TV, episodi 1x9 (2007)
- Your Song Presents: Bakit Labis Kitang Mahal – serie TV, episodi 1x15 (2008)
- Kung Fu Kids – serie TV, episodi 1x63 (2007)
- Ligaw na bulaklak – serie TV, episodi 1x110 (2008)
- All My Life – serie TV, episodi 1x60 (2009)
- Agua bendita – serie TV, episodi 3x147 (2010)
- My Binondo Girl – serie TV, episodi 1x110 (2011)
- Toda Max – serie TV, episodi 1x105 (2012)
- Galema: Anak ni Zuma – serie TV, episodi 1x130 (2013-14)
- The Biggest Loser Pinoy Edition: Doubles – serie TV, episodi 1x69 (2014)
- Inday Bote – serie TV, episodi 1x53 (2015)
- Dolce amore – serie TV, episodi 3x137 (2016)
- Bagani – serie TV, episodi 2x118 (2018)